# Обердинг
Обердинг (нем. Oberding) — община в Германии, в земле Бавария. 
Подчиняется административному округу Верхняя Бавария. Входит в состав района Эрдинг.  Население составляет 5384 человека (на 31 декабря 2010 года). Занимает площадь 64,70 км².